# Койтас (Баянаульський район)
Койта́с (каз. Қойтас) — село у складі Баянаульського району Павлодарської області Казахстану. Входить до складу Куркелинського сільського округу.
Населення — 85 осіб (2021; 23 у 2009, 155 у 1999, 201 у 1989).
Національний склад станом на 1989 рік:
- казахи — 100 %